# 古川裕也
古川 裕也（ふるかわ　ゆうや、1956年〈昭和31年〉 - ）は、日本のエグゼクティブ・クリエイティブディレクター・クリエイティブディレクター・CMプランナー・コピーライター。
2022年に電通から独立。現在は、株式会社古川裕也事務所代表取締役・クリエーティブ・ディレクター。

## 人物
1980年電通入社。クリエーティブ局に配属。2005年度クリエイター・オブ・ザ・イヤーに選ばれる。
同年、エグゼクティブ・クリエーティブ・ディレクターに就任。2018年には、シニア・プライム・エグゼクティブ・プロフェッショナルに就任。2005年の味の素スタジアム「ハスキーな女たち」でアドフェスト・グランプリ、2010年にはJR九州「祝!九州」キャンペーンでカンヌライオンズフィルム部門金賞、アウトドア部門金賞、メディア部門銀賞を受賞するなど、ACC グランプリ、広告電通賞、D&AD、One Show、ニューヨークADC、メディア芸術祭など国内外で多数の賞を受賞。
また、D&AD賞 はじめカンヌ国際広告祭、N.Y.フェスティバル、AD FEST、ACCなど、国内外で審査員を歴任している。
。2016年には日本人で初めてクリオ・フィルム部門審査委員長をつとめる。著書「すべての仕事はクリエーティブ・ディレクションである」、アドタイ・コラム「脳のなかの金魚」など執筆も多数。宣伝会議「古川裕也のクリエーティブ・ディレクション特別講座」講師、電通社内のクリエーティブ・ディレクター養成講座「New School」学長、日本大学芸術学部非常勤講師なども勤める。2020年には、デザイン、クリエイティブ業界に多大な貢献をした個人を讃える、D&AD賞の特別賞「President’s Award」を受賞した。

## 主な作品

### 広告
- 大塚製薬 ポカリスエット「Jump！」（2015） 「エール」「サンクス」（2016）「踊る始業式」「踊る修学旅行」（2017）「青ダンス」（2018） 「ガチダンスFES」(2019) 「Neo合唱」(2020) 「でも君が見えた」（2021）「羽はいらない」（2022）
- 九州旅客鉄道　九州新幹線全線開業「祝!九州」（2010）
- GINZA SIX　ローンチ・キャンペーン「目抜き通り」（2017）
- 森ビル　ブランド・ムービー「DESIGNING TOKYO」（2020）
- 森ビル　虎ノ門麻布台ブランド・ムービー「都市に生きる」（2019）
- リクルート「すべての人生がすばらしい」（2014）
- 宝島社　企業広告「死ぬときぐらい好きにさせてよ」（2016） 「敵は、嘘。」（2019） 「嘘つきは、戦争の始まり」（2019） 「ハンマーを持て。バカがまた壁をつくっている。」（2020） 「最後は勝つ。上がダメでも市民で勝つ。」(2020) 「暴力は、失敗する。」（2021） 「君たちは、腹が立たないのか」(2021) 「男でも、首相になれるの？」（2022）
- 日本経済新聞社：Woman Empowerment/Unstereotype Action「駄言辞典」 「Wellbeing Initiative」
- 国立競技場「Sayonara国立」イベント/「Future Ticket」（2013）
- 新国立競技場「Opening」セレモニー（2019）
- キリン：サッカー日本代表「香川真司：応援されるもの」（2013） 「遠藤保仁：Passer」（2014）
- 江崎グリコ「Smile!Glico」シリーズ
- アシックス2020キャンペーン「ぜんぶからだなんだ」（2019） 「Run for X」（2021）
- 三井住友銀行2020キャンペーン「八村塁：The Power to Believe」（2019） 「幾千ものシュート」（2019）
- 三井住友銀行：ラグビー日本代表「レジェンド」（2019）
- 民放連：リオ・オリンピック「人類はオリンピックを発明した」（2016）
- NHK2020プロジェクト・ムービー「私たちは、超えられる」（2021）
- マツコロイド・プロジェクト（2014）
- 日本スポーツ振興センター：BIG「10億円：真木よう子・堤真一」シリーズ（2013） 「10億円：西島秀俊と5人の証言者」シリーズ（2014）
- JCB「買い物は、世界を救う。」シリーズ（2010）
- Wowow：企業「もうひとつの世界」（2003）
- 味の素スタジアム　「ハスキーな女たち」（2004）
- 中央酪農会議「牛乳に相談だ。」キャンペーン（2005）
- タワーレコード　25周年「音楽には、人生を変える力がある。」（2004）他多数

### 作詞
- 大貫妙子「ロボットマーチ」
- Radio Heaven「ピエールとカトリーヌ」

### 著書
- 「すべての仕事はクリエーティブ・ディレクションである」
- アドタイ・コラム「脳のなかの金魚」

## 主な受賞
- 2005年度クリエイター・オブ・ザ・イヤー
- カンヌライオンズ 金賞・銀賞・銅賞
- ADFEST グランプリ・金賞・銀賞・銅賞
- ACC グランプリ・金賞・銀賞・銅賞
- ニューヨークADC 金賞・銀賞
- ギャラクシー賞 グランプリ
- アド・スターズ グランプリ
- カンヌライオンズ Regional Agency of the Decade Asia受賞（2020）
- D&AD President’s Awardをアジア人で初めて受賞（2020）

他多数